# Theodor Rosetti
Theodor Rosetti (1837-1923) fue un político, jurista y escritor rumano.

## Biografía
Nació el 5 de mayo de 1837, en Iaşi o en Solești, realizó sus estudios secundarios en su país natal y los universitarios en París. Tras la finalización de estos ingresó al poder judicial donde ocupó los más altos cargos hasta la Corte de Casación, de la que llegó a ser miembro. El 7 de enero de 1875 ingresó en el gabinete presidido por Lascăr Catargiu como ministro de Obras Públicas hasta el 31 de marzo de 1876. Al reingresar al poder judicial, fue nombrado presidente de la Corte de Casación.
Los acontecimientos de 1888, tras la retirada del gobierno de Ion Brătianu, lo devolvieron a la vida política y el monarca Carol I le confió la formación del gobierno. Presidió el gabinete del 23 de marzo de 1888 al 29 de marzo de 1889. Luego asumió la cartera de justicia y dictó la ley sobre la inamovilidad de la magistratura. En 1890 dimitió. En 1891 fue nombrado gobernador del Banco Nacional, cargo que dejó en 1895 para asumir la dirección del Banco Agrícola. Falleció en Bucarest el 17 de julio de 1923.Fue cuñado del domnitor Alexandru Ioan Cuza.
Rosetti, uno de los miembros fundadores de la sociedad literaria Junimea y del Partido Constitucional, colaboró en la revista Convorbiri literare, donde publicó en 1874 un estudio titulado «Despre directiunea progresului nostru».